# Luvigny
Luvigny é uma comuna francesa na região administrativa de Grande Leste, no departamento de Vosges. Estende-se por uma área de 3,94 km². Em 2010 a comuna tinha 120 habitantes (densidade: 30,5 hab./km²).